# Eunoe rhizoicola
Eunoe rhizoicola är en ringmaskart som beskrevs av Hartmann-Schröder 1962. Eunoe rhizoicola ingår i släktet Eunoe och familjen Polynoidae. Inga underarter finns listade i Catalogue of Life.